# Pternistis
Pternistis és un gènere d'ocells de la subfamília dels perdicins (Perdicinae), dins la família dels fasiànids (Phasianidae). Aquests francolins habiten selves, sabanes i boscos de la zona afrotròpica.

## Llistat d'espècies
Segons la classificació del Congrés Ornitològic Internacional (versió 2.4, 2010) aquest gènere està format per 23 espècies:
- Pternistis adspersus - Francolí bec-roig.
- Pternistis afer - Francolí gorja-roig.
- Pternistis ahantensis - Francolí d'Ahanta.
- Pternistis atrifrons - Francolí frontnegre
- Pternistis bicalcaratus - Francolí de dos esperons.
- Pternistis camerunensis - Francolí del mont Camerun.
- Pternistis capensis - Francolí del Cap.
- Pternistis castaneicollis - Francolí de coll castany.
- Pternistis clappertoni - Francolí de Clapperton.
- Pternistis erckelii - Francolí d'Erckel.
- Pternistis griseostriatus - Francolí d'estries grises.
- Pternistis hartlaubi - Francolí de Hartlaub.
- Pternistis harwoodi - Francolí de Harwood.
- Pternistis hildebrandti - Francolí de Hildebrandt.
- Pternistis icterorhynchus - Francolí becgroc.
- Pternistis jacksoni - Francolí de Jackson.
- Pternistis leucoscepus - Francolí gorjagroc.
- Pternistis natalensis - Francolí de Natal.
- Pternistis nobilis - Francolí noble.
- Pternistis ochropectus - Francolí de Djibouti.
- Pternistis rufopictus - Francolí del llac Victòria.
- Pternistis squamatus - Francolí escatós.
- Pternistis swainsonii - Francolí de Swainson.
- Pternistis swierstrai - Francolí de Swierstra.

Molts autors, com ara Clements 6a edició (2009) inclouen dins el gènere Francolinus, totes les espècies dels gèneres Peliperdix, Scleroptila, Dendroperdix i Pternistis.